# Nowy Dwór (Szeptycki)
Nowy Dwór (ukr. Новий Двір, Nowyj Dwir) – dawna wieś, obecnie w granicach miasta Szeptycki na Ukrainie w rejonie szeptyckim obwodu lwowskiego. Rozpościera się wzdłuż ulic Krystynopolskiej i Łemkowskiej na południowy zachód od centrum Szeptyckiego, nad Sołokiją.
W II Rzeczypospolitej do 1934 samodzielna gmina jednostkowa. Następnie należała do zbiorowej wiejskiej gminy Krystynopol w powiecie sokalskim w woj. lwowskim.
W latach 1944–1946  nacjonaliści ukraińscy z OUN - UPA zamordowali tutaj 21 Polaków, rabując i paląc polskie zagrody.
Po wojnie wieś weszła w skład powiatu hrubieszowskigo w woj. lubelskim. W 1951 roku wieś wraz z całym obszarem gminy Krystynopol została przyłączona do Związku Radzieckiego w ramach umowy o zamianie granic z 1951 roku.
Z Szeptyckiego od lutego 1992 do grudnia 2021 roku było emitowane Radio Nowy Dwór (ukr. Радіо «Новий Двір»).

## Urodzeni w Nowym Dworze
- Franciszek Flak – polski działacz społeczny, żołnierz Armii Krajowej, Batalionów Chłopskich i samoobrony polskiej, strażak-ochotnik[6].